# Stipa kamelinii
Stipa kamelinii är en gräsart som beskrevs av Kotukhov. Stipa kamelinii ingår i släktet fjädergrässläktet, och familjen gräs. Inga underarter finns listade i Catalogue of Life.